# كيم دو-يون
كيم دو-يون هو سياسي كوري جنوبي، ولد في 16 يونيو 1894، وتوفي في 19 يوليو 1967 بسبب مرض. انتخب عضو الجمعية الوطنية الكورية الجنوبية ‏.